# Achille Tellini
Achille Tellini (Udine, 25 febbraio 1866 – Udine, 1º ottobre 1938) è stato un naturalista, geologo e linguista italiano, attivo nella salvaguardia delle lingue minoritarie reto-romanze del Nordest  (friulano e ladino) nonché pioniere dell'esperanto in Italia.

## Biografia

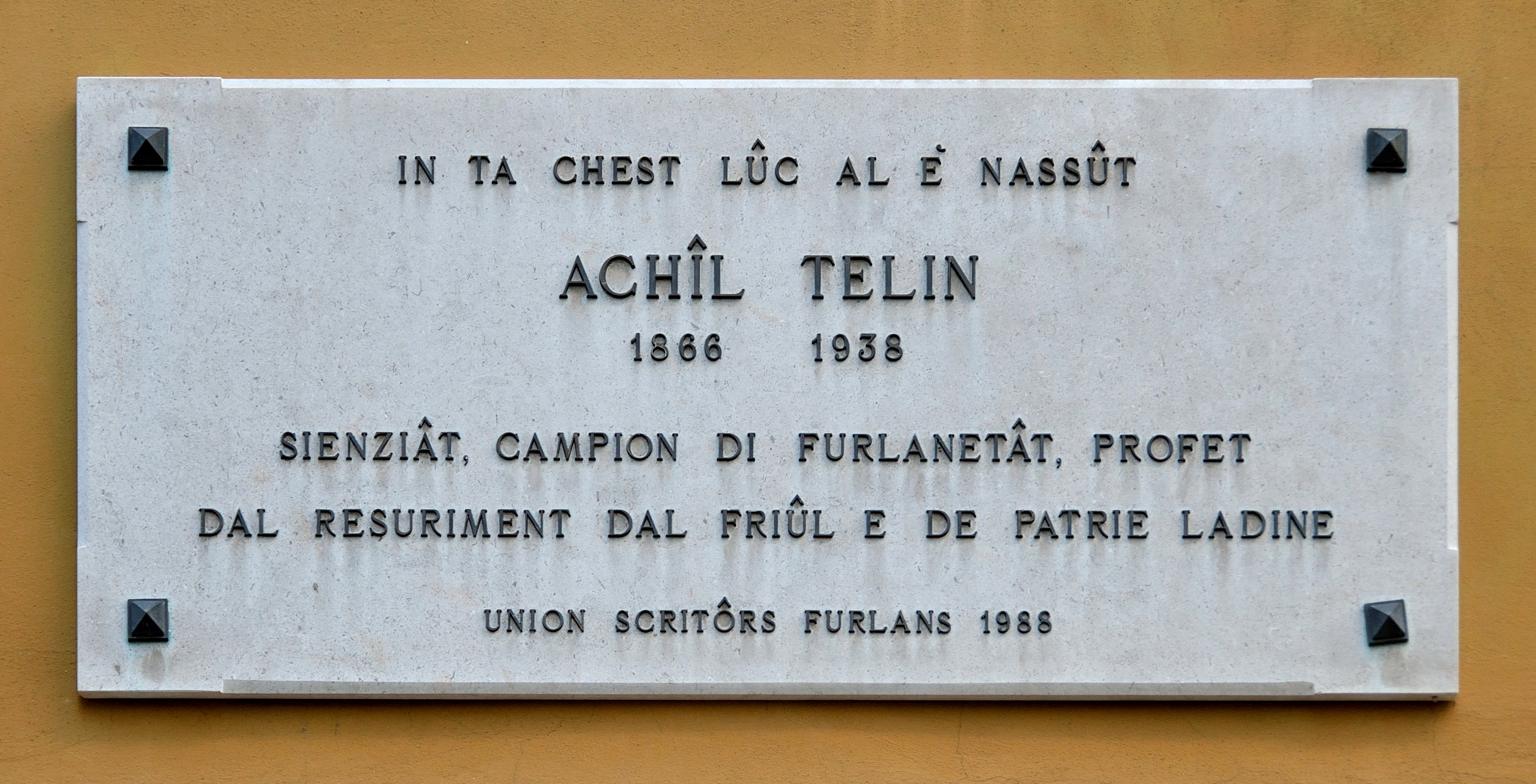
Lapide sulla facciata della casa natale di Achille Tellini a Udine

Achille Tellini nacque a Udine nel 1866 in una ricca famiglia della borghesia. Dopo la laurea in scienze naturali conseguita a pieni voti presso l'Università di Torino, si trasferì a Roma dove, assistente alla facoltà di geologia del professor Alessandro Portis, iniziò la carriera come geologo, con importanti studi sulla morfologia dei terreni e sulle acque sotterranee del Veneto, del Friuli e dei dintorni della capitale. Sempre a Roma fondò la prima rivista italiana di geologia, chiamata Rassegna di scienze geologiche, e coltivò interessi in svariati campi, pubblicando studi di idrologia, speleologia, geografia e zoologia.

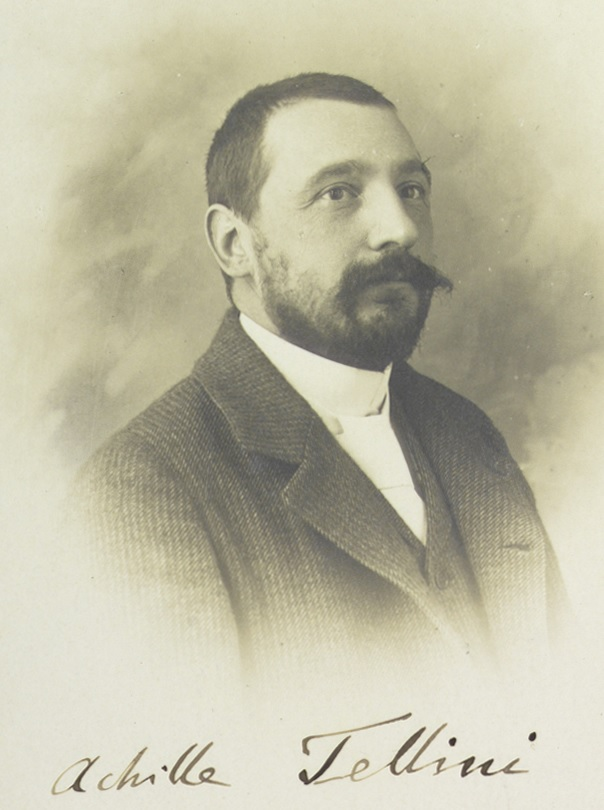
Achille Tellini nel 1905

Nel 1890 sposò Ida De Dominicis, da cui ebbe ben sette figli.
Nel 1893 ritornò a Udine per insegnare scienze naturali presso il Regio Istituto Tecnico "Antonio Zanon".
Nel 1897 fondò il Circolo Idrologico e Speleologico Friulano, diventando anche un importante membro della Società Alpina Friulana assieme a Giovanni Marinelli, Olinto Marinelli, Michele Gortani e Ardito Desio.
Nel 1901 cominciò a interessarsi all'esperanto, del quale diventerà un attivo e convinto sostenitore.

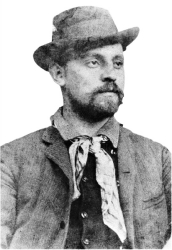
Achille Tellini durante la spedizione in Eritrea

Nel 1902-1903 partecipò come naturalista a una spedizione in Eritrea, dove fu autore di un'importante raccolta zoologica.
Nel 1904 vi fu una svolta radicale nella sua vita: spinto dal suo amore per il Friuli, da scienziato naturalista diventa studioso di filologia e di letteratura ladina.
Verso la fine del 1908, a causa di un problema familiare, fu costretto a lasciare l'insegnamento e si trasferì a Bologna, dove aprì una libreria antiquaria e un negozio di filatelia. Oltre che all'esperanto si appassionò alla lingua e cultura friulana e ladina, maturando il pensiero politico di una Federazione Ladina Indipendente comprendente il Friuli.
Tuttavia, alla vigilia della prima guerra mondiale, in un clima pervaso di nazionalismo italiano, Achille venne aspramente criticato e attaccato da varie parti per la sua attività e per le sue idee, colpevole di essere contro “l'italianità del nostro Friuli italianissimo”.
Tra il 1919 e il 1927 pubblicò diversi studi sulla lingua, sugli usi, costumi e tradizioni del Friuli.
Nel 1928 Achille Tellini ritornò a Udine, dove continuò i suoi studi, dedicandosi all'approfondimento delle conoscenze della lingua friulana e della storia della sua patria. In questo periodo collaborò con Felix Marchi, altro uomo di punta del pensiero nazionalitario friulano.
Achille Tellini morì a Udine all'età di 72 anni, il primo ottobre 1938.

## L'esperienza esperantista

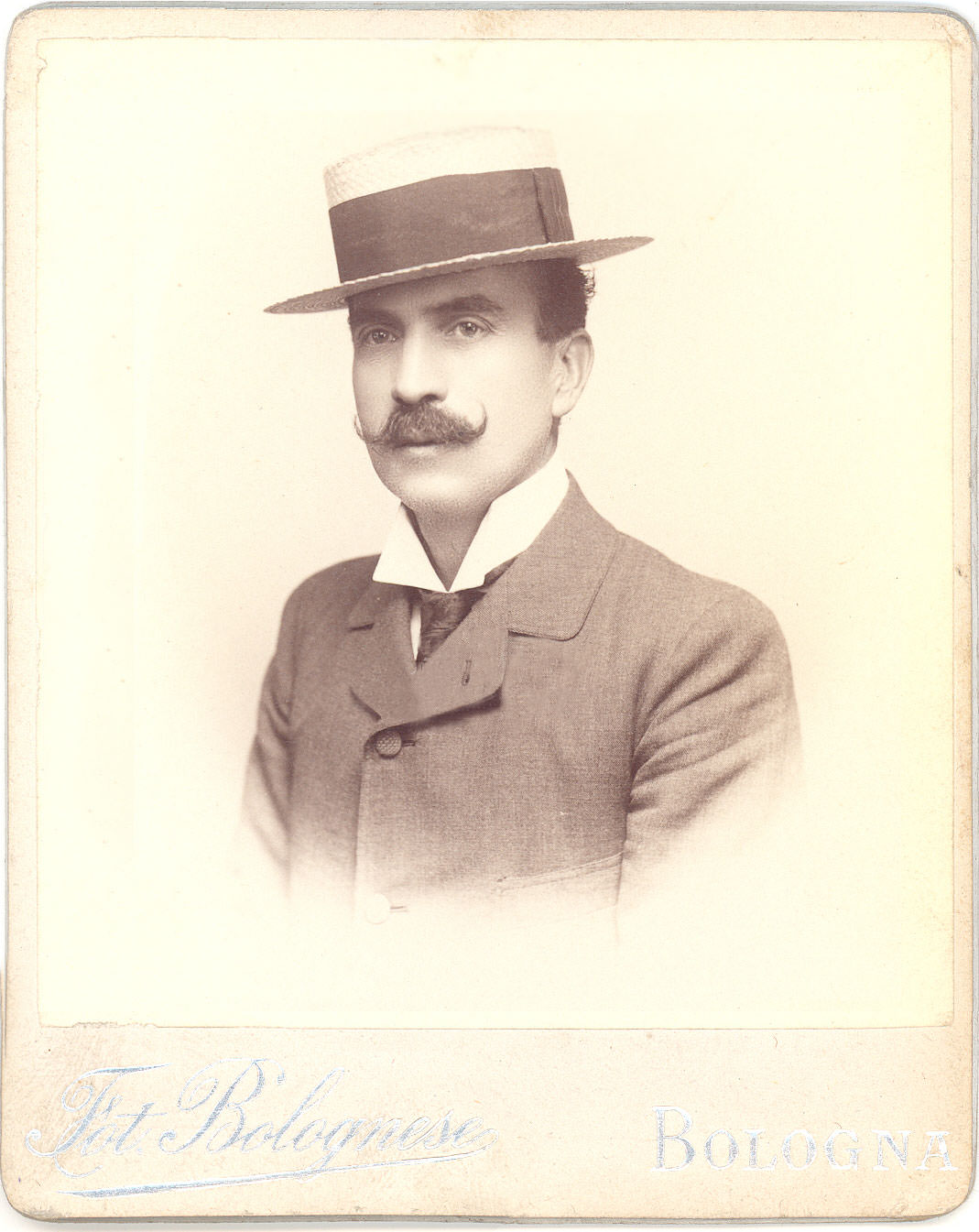
Achille Tellini durante il periodo bolognese

A Bologna Tellini fu un esponente di primo piano del movimento esperantista italiano.
Nel 1909 partecipò al Congrès International de Esperanto a Barcellona alla presenza dell'inventore della lingua, il polacco Ludwik Lejzer Zamenhof.
Tellini collaborò con varie riviste esperantiste, assieme, tra gli altri, ad Antonio Paolet e al sacerdote Giacomo Bianchini, segretario dell'Organizzazione Esperantistica Cattolica Mondiale e autore della Gramaticute di lenghe furlane par esperantiscj, pubblicata nel 1909.
Nel 1912 Achille Tellini pubblicò la Leksikona Komparo inter lingvoj esperanta kaj friula, una grammatica e sintassi di esperanto, con uno studio comparativo fra il lessico dell'esperanto e del friulano. Propose, tra l'altro, una riforma della grafia del friulano, utilizzando alcune lettere dell'alfabeto esperanto. Fondò, sempre nello stesso anno la Cattedra Italiana di Esperanto.
Fu membro del comitato dell'Associazione universale esperanto (UEA), fino a quando il governo italiano vietò la partecipazione a istituzioni internazionali.
Durante la prima guerra mondiale fece numerosi discorsi di propaganda a Venezia e in Emilia-Romagna, oltre ad organizzare decine di corsi veloci di esperanto.
Nel 1921 fondò la rivista intitolata Patrje Ladine, scritta in friulano con la grafia dell'esperanto e pubblicò nel 1922 l'opera Radikaron Esperanto-Friula-Ladina.
Nel 1935 diede alle stampe la Gràmatiche, vocabulari ed eserciçis di lenghe internaçional esperanto pai ladìns furlàns (Grammatica, vocabolario ed esercizi di lingua internazionale esperanto per i ladini friulani).
L'esperanto per Achille Tellini rispondeva a una logica di comunicazione internazionale fondata sul rispetto reciproco, anche per le minoranze linguistiche. Secondo Tellini, l'esperanto, oltre che una necessità per la comunicazione tra scienziati, era una lingua neutrale che non permetteva affermazioni di superiorità e d'imperialismo linguistico, all'origine spesso di guerre e conflitti.

## Il pensiero

Lo stemma del Patriarcato di Aquileia

Subito dopo la prima guerra mondiale e poi con l'avvento del regime fascista, Achille Tellini assistette ad una progressiva “italianizzazione” dei friulani, con il rischio di perdere la lingua dei padri e le abitudini di vita della secolare cultura. Nacque quindi in lui il desiderio di raccogliere tutto quello che poteva essere collegato alla terra, ai costumi, alla lingua e alla cultura friulana, pubblicando in friulano nel periodo 1919-1923 Il Tesaur de lenghe furlane (Il tesoro della lingua friulana).
Il Tesaur de lengue furlane non è solo un lavoro di ricerca, ma anche e soprattutto il manifesto politico e morale di Achille Tellini. Per lui il friulano è una lingua e non un dialetto italiano, e solo mantenendolo vivo sarebbe stato possibile arrivare alla formazione di uno Stato Ladino indipendente costituito dal Friuli, dalla ladinia dolomitica e da quella svizzera.  Come bandiera propose l'aquila del Patriarcato di Aquileia.
Questo ideale è presente in tutte le altre sue opere successive: Il Stroligh Furlan, Sentimenti ed affetti nella poesia popolare dei Ladini Friulani, Archivi de leterature furlane antighe e moderne e Zonte a lis vilotis.
Achille Tellini scrisse nel 1922:
(Achille Tellini, rivista Patrje Ladine (dispense 6-18) pubblicata a San Vito al Tagliamento (PN) nel 1922.)